# Hugh Alexander Dunn
Hugh Alexander Dunn (ur. 20 sierpnia 1923 w Rockhampton, zm. 5 listopada 2005 w Brisbane) – australijski dyplomata, ambasador.
Był synem Jamesa McIntyre'a Dunna, właściciela wydawnictwa prasowego, weterana I wojny światowej (zmarłego w 1927). Od 1942 służył w wojsku, przebywał w Nowej Gwinei i na Filipinach, zajmując się m.in. wywiadem. Po II wojnie światowej podjął studia na University of Queensland. Dzięki stypendium naukowemu wyjechał do Uniwersytetu Oksfordzkiego, gdzie studiował język, historię i filozofię Chin.
Podjął w 1952 r. pracę w dyplomacji, na krótko przerwaną dziennikarstwem i pracą wykładowcy w Kanadzie. Był m.in. III sekretarzem ambasady w Tokio, pracował także w międzynarodowej komisji ds. Korei. W latach 1969–1972 był ambasadorem w Republice Chińskiej. W grudniu 1972 r. opuścił wyspę Tajwan w związku z wycofaniem uznania dyplomatycznego dla Republiki Chińskiej jako niezależnego państwa przez rząd Gougha Whitlama. W 1980 r. został powołany na stanowisko ambasadora w Chińskiej Republice Ludowej. Miał znaczący wpływ na nawiązanie i rozwój stosunków dyplomatycznych między Chinami kontynentalnymi i Australią. Po zakończeniu misji dyplomatycznej w Pekinie w 1984 r. kierował Chińskim Komitetem w Brisbane oraz wykładał stosunki chińsko-australijskie na University of Queensland.
Poza misjami dyplomatycznymi w obu państwach chińskich był również ambasadorem w Argentynie w latach 1973–1976, z jednoczesną akredytacją w Urugwaju, Paragwaju i Peru) oraz w Kenii w latach 1978–1980, z akredytacją w Ugandzie, Etiopii i na Seszelach. W 1985 r. został odznaczony Orderem Australii.
Był dwukrotnie żonaty, miał córkę. Jego starszy brat Jim ukończył studia prawnicze i był sędzią Sądu Najwyższego stanu Queensland.